# Алботеле
Алботеле (рум. Albotele) — село у повіті Арджеш в Румунії. Входить до складу комуни Прібоєнь.
Село розташоване на відстані 94 км на північний захід від Бухареста, 17 км на схід від Пітешть, 118 км на північний схід від Крайови, 94 км на південний захід від Брашова.

## Населення
За даними перепису населення 2002 року у селі проживали 440 осіб, з них 436 осіб (99,1%) румунів. Усі жителі села рідною мовою назвали румунську.